# Rio Caledon
Rio Caledon é um rio da África do Sul e Lesoto. É um afluente do rio Orange, no sudeste da África.
A nascente está na Cordilheira do Drakensberg, na fronteira do Lesoto com a África do Sul. De lá, flui para o sudoeste, formando a maior parte da fronteira entre o Lesoto e a província do Estado Livre (África do Sul), passando inclusive por Maseru, a capital do Lesoto. Deságua no rio Orange, perto de Bethulie, após correr por 480 km.